# Howling V - La rinascita
Howling V - La rinascita (Howling V - The Rebirth) è un film del 1989 diretto da Neal Sundstrom.
Film horror, quinto capitolo della saga de L'ululato, non è uscito nei cinema ma direttamente su VHS.
Il personaggio di Marylou compare anche nel sesto e nel settimo film della saga.

## Trama
Budapest, 1489, in un castello una famiglia di licantropi si suicida per non rischiare di contagiare il mondo. Rimane vivo solo un bambino appena nato. Budapest, 500 anni dopo, 1989, un Conte, invita nove persone dello spettacolo per una visita in questo castello. Le nove persone sono: il fotografo David Gillespie, la cantautrice Gail Cameron, il giocatore di tennis Jonathan Lane, l'aspirante attrice Marylou Summers, il playboy Richard Hamilton, la dottoressa Catherine Peake, l'attrice svedese Anna Stenson, il professor Dawson e la rock star Ray Price. Nel pomeriggio una tormenta di neve blocca le uscite del castello, quindi le nove persone sono come prigioniere.
Il professor Dawson decide di scoprire perché il castello è rimasto chiuso per più di 500 anni, ma viene ucciso da un animale, gli altri membri del gruppo cominciano a chiedersi dove sia finito e il Conte comunica loro che il professore ha lasciato il castello. Ma Ray e Gail non sono convinti di questo e decidono di andare a cercarlo. I due si separano temporaneamente e Ray scopre un passaggio segreto, dall'altra parte del muro. Da una fessura, però vede Gail aggredita da un essere mostruoso. Attraverso questo passaggio segreto finisce fuori dal castello, in piena tormenta di neve, dove anche lui viene ucciso da questo mostro. I rimanenti del gruppo organizzano delle spedizioni nei sotterranei del castello, ma in una di queste spedizioni ci saranno altre due vittime: Jonathan e Richard.
I superstiti, ormai rimasti in quattro, chiedono spiegazioni al conte, e quest'ultimo spiega loro che non sono stati invitati per casualità, ma perché tutti loro hanno una piccola voglia sul braccio, che significa che uno di loro è un licantropo. Il conte crede che il licantropo sia David, ma per gli altri è assurdo e quindi decidono di rinchiudere il conte in una delle prigioni del castello. Tuttavia, Anna crede al conte e quindi va a liberarlo ma viene chiusa lei stessa dentro la prigione, dove viene uccisa dal licantropo. Poco dopo Catherine, trova Anna, ma nel buio della prigione non ha visto il mostro che uccide anche lei. I due rimanenti, Marylou e David, sicuri che il colpevole sia il Conte, lo uccidono. A questo punto per David sembra tutto finito, ma in realtà non è così il mostro era proprio Marylou!

## Sequel
Howling V: The Rebirth ha avuto tre sequel:
- Mostriciattoli (Howling VI: The Freaks) (1991)
- Howling: New Moon Rising (Howling: New Moon Rising) (1995) (inedito in Italia)
- The Howling: Reborn - Il risveglio dei licantropi (The Howling: Reborn) (2011)